# 俄罗斯苏维埃联邦社会主义共和国部长会议
俄罗斯苏维埃联邦社会主义共和国部长会议（俄语：Совет Министров РСФСР）是1946年3月15日—1991年12月25日俄罗斯苏维埃联邦社会主义共和国最高行政机构，它受俄罗斯苏维埃联邦社会主义共和国的最高权力机关——最高苏维埃的领导，1991年底，苏联解体，俄罗斯苏维埃联邦社会主义共和国更名为俄罗斯联邦，俄罗斯苏维埃联邦社会主义共和国部长会议相应地更名为俄罗斯联邦部长会议。俄罗斯苏维埃联邦社会主义共和国部长会议就此结束。

## 历史
1917年11月7日，十月革命爆发，随后全俄第二次苏维埃代表大会召开，会议选举产生了俄罗斯苏维埃联邦社会主义共和国人民委员会，列宁当选为主席。人民委员会的各个部称为人民委员部，人民委员部的负责人称为人民委员。
1917年至1922年12月30日间，俄罗斯苏维埃联邦社会主义共和国人民委员会是苏维埃俄国的中央政府，它对全俄罗斯苏维埃代表大会负责，它的管辖范围为整个苏维埃俄国（包括乌克兰、外高加索地区和中亚地区），1922年12月30日，苏联成立，俄罗斯苏维埃联邦社会主义共和国成为苏联的一个加盟共和国，俄罗斯苏维埃联邦社会主义共和国人民委员会归苏联人民委员会领导。
1946年3月15日，俄罗斯苏维埃联邦社会主义共和国人民委员会更名为俄罗斯苏维埃联邦社会主义共和国部长会议。1991年底，苏联解体，俄罗斯苏维埃联邦社会主义共和国更名为俄罗斯联邦，俄罗斯苏维埃联邦社会主义共和国部长会议更名为俄罗斯联邦部长会议。1993年，俄罗斯联邦部长会议更名为俄罗斯联邦政府。

## 历任部长会议主席
| 头像 | 姓名                | 任期                           |
| ---- | ------------------- | ------------------------------ |
|      | 阿列克谢·柯西金     | 1946年3月23日 - 1946年3月23日  |
|      | 米哈伊尔·罗季奥诺夫 | 1946年3月23日 - 1949年3月9日   |
|      | 鲍里斯·切尔诺乌索夫 | 1949年3月9日 - 1952年10月20日  |
|      | 亚历山大·普扎诺夫   | 1952年10月20日 - 1956年1月24日 |
|      | 米哈伊尔·雅斯诺夫   | 1956年1月24日 - 1957年12月19日 |
|      | 弗罗尔·科兹洛夫     | 1957年12月19日 - 1958年3月31日 |
|      | 德米特里·波利扬斯基 | 1958年3月31日 - 1962年11月23日 |
|      | 根纳季·沃罗诺夫     | 1962年11月23日 - 1971年7月23日 |
|      | 米哈伊尔·索洛缅采夫 | 1971年7月28日 - 1983年6月24日  |
|      | 维塔利·沃罗特尼科夫 | 1983年6月24日 - 1988年10月3日  |
|      | 亚历山大·弗拉索夫   | 1988年10月3日 - 1990年6月15日  |
|      | 伊万·西拉耶夫       | 1990年6月15日 - 1991年9月26日  |
|      | 奥列格·罗伯夫       | 1991年9月26日 - 1991年11月5日  |
|      | 鲍里斯·叶利钦       | 1991年11月6日 - 1992年6月15日  |